# ネット・プロモーター・スコア
ネット・プロモーター・スコア（英語: Net Promoter Score, NPS®）とは、フレッド・ライクヘルドが提唱した顧客ロイヤルティ、顧客の継続利用意向を知るための指標。日本語では「顧客推奨度」や「正味推奨者比率」と翻訳される場合もある。

## 概要
主に「顧客との接点があるシーン」において利用される指標だが、特に「購入行動に直接的に関わるシーン」「購入後に使用したシーン」「ブランドがどのような認知なのかというシーン」における、顧客ロイヤルティの指標として用いられることが多い。
世界では、Apple、Amazon.com、Google、Facebookなど、顧客志向を重視する企業で特に採用されるケースが多く、アメリカ合衆国のフォーチュン500のうち、約30%が既にNPSを経営指標として採用している。
最近では日本においても、最大のフードフェスティバル「肉フェス」における、NPSのデータを元にしたスポンサー企業誘致の取り組みなど、様々な場面でNPSが活用されている。

## NPSの調査方法
「0~10点で表すとして、この企業（あるいは、この製品、サービス、ブランド）を親しい友人や同僚に薦める可能性はどのくらいありますか？」という質問に対する答えを基に、点数（推奨度）によって、顧客を「3つのグループ」に分類する。

## NPSの調査分析
| 点数   | 評価 |
| ------ | --- |
| 10 - 9 | 推奨者(Promoter) ロイヤルティが高い熱心な顧客。自らが継続購入客であるだけでなく、他者へサービスを勧める『推奨』の役割も担う。 |
| 8 - 7  | 中立者(Passive) 満足はしているが、それ程熱狂的ではなく、競合他社になびきやすい。                                              |
| 6 - 0  | 批判者(Detractor) 劣悪な関係を強いられた不満客。放置しておくと悪評を広める恐れがある。                                        |

複数の顧客に対して調査を行い、推奨者の割合から批判者の割合を引くことで得られる数値がNPS（ネット・プロモーター・スコア）と呼ばれ、-100％ 〜 100％ の間の数値で表される。
例えば、10人中6人が9点以上なら、推奨者は60％、6点以下が2人いれば批判者は20％なので、NPSは+40となる。平均的にはNPSが12ポイント増加すると、企業の成長率が倍増し、問題解決のための施策を行った際に、前後調査で数値を見る場合には非常に有効である。
なお、推奨者、中立者、批判者の実数のみ入力すると、NPSを計算してくれる「NPS計算機」が無料で利用できるようになっている。

## NPS導入のメリットとデメリット

### メリット
- シンプルでわかりやすい指標である。
- NPSでは一つの質問を設けるだけで良く、スコアも0~10点法であるので、自社のパフォーマンスや顧客の態度を簡単に測定できる。
- 統一指標であるため、競合他社と比較することで、顧客から見て自社が業界内でどのような位置にいるか確認することができる。
- 業績と相関があるため、NPSを重要業績評価指標（KPI）として活用することができる。
- 社内の人事評価の基準に、NPSを設定することができる。
- 顧客ではなく、会社で働く従業員に対し労務環境について、従業員NPS(employee Net Promoter Score)を取ることで、より働きやすい環境を整備することができる。
- SNSを利用したキャンペーンの効果測定にも利用されている。
- その企業の持つ売上獲得の潜在能力を示す指標とも言えることから、NPSは“将来的な企業の成長を暗示して”おり、経営指標として導入する企業も少なくない[7]。

### デメリット
- 業界によってNPSの平均が異なるため、特定の企業のNPSの絶対値にはあまり意味がなく、NPSを最大限有効活用させるためには、あくまでも業界平均や同業他社のNPSと比較することで、自社がどのような状況にあるのかを認識する必要がある。
- 本格的な導入のためには、自社の何に対するNPS調査を行うか具体的に想定し、その目的に合わせて質問設計を行う必要があり、高度な調査能力が必要になる。
- 適切な母集団に対してNPS調査が行われない場合、業績とNPSの相関がみられないことがある。
- 質問の結果を11段階の数値で表すことの正当性や、中間的数値を使用しないため、サンプル数が不足することがある。
- 中間値に標本値が集中しがちな場合、ほかの指数と比べて不利となる。
- NPSによって顧客ロイヤリティの国際比較が可能だと言われるが、一方で「なぜ9か10を取らないと、プロモーターとして定義されないのか」「日本人は回答が中間の5に集まりやすく、NPSは他国に比べて低くなる傾向がある」という指摘もある[8]。

## 業績との連動性
NPSは、顧客ロイヤルティを測定する指標の中でも特に、業績成長との相関が強く観測されている指標である。
2003年にSatmetrix社が、航空会社・運送会社・生命保険会社など、12業種50社以上の企業に対して行った調査によると、ほとんどの企業においてNPSのスコアと収益成長率に有意な相関関係(相関係数0.70以上)が見られた。特に航空業界においては、相関係数が0.89と非常に高く、非常に強い相関が見られた。
NPSのスコアが業績成長と大きく連動する理由は以下の2つに集約される。
- 将来の行動を聞いている

顧客満足度調査の場合、基本的に「満足していますか」というように過去の体験とそれに伴う現在の感情を質問するため、仮に「満足している」と回答した場合であっても、必ずしも継続購入や他者への推奨といった行動につながるわけではない。一方で、NPSでは「親しい人にすすめますか」という将来の行動を聞いているため、顧客の実際の将来的な行動をより反映した回答を得ることができる。
- ストレスのかかる行動を聞いている

“親しい人にすすめる”という行為は、その人との関係性に少なからず影響を及ぼすため、同じ将来の行動を聞くにしても、「また買いますか」のように自分だけで完結してしまう行動を聞くよりもストレスが強い。
そのため、NPSで9〜10点の回答をした顧客は、実際に親しい人にすすめる可能性も高くなると考えられる。

## 世界での取り組み
2011年時点で、アメリカ合衆国の売上上位500社を順位付けするフォーチュン500のなかで、実に35％の企業が「NPSを採用している」統計がある。

## NPSと類似指標との違い
GCR（Goal Completion Rate：目標達成率）
「顧客の目的やニーズを、どの程度満たすことができたか」という目標達成率をはかる指標
CES（顧客努力指標）
顧客が目的を達成（問題解決・購入・利用）するのに要した「手間」や「労力」をはかる指標
CSAT（顧客満足度）
「この企業のサービスや製品に、どれだけ満足しているか」という満足度をはかる指標
NPS
「この企業のサービスや製品を、親しい人にどれだけ勧めたいか」という推奨度をはかる指標

## 米国企業のNPS統計
| 業界                         | 業界リーダー                       | NPS | 業界平均NPS |
| ---------------------------- | ---------------------------------- | --- | ----------- |
| 航空会社                     | サウスウエスト航空、ジェットブルー | 60% | 15%         |
| 自動車保険                   | USAA                               | 73% | 35%         |
| 証券                         | バンガード・グループ               | 56% | 35%         |
| ケーブルテレビ、衛星放送     | ベライゾン                         | 28% | -3%         |
| コンピュータハードウェア     | Apple                              | 72% | 32%         |
| コンピュータソフトウェア     | シマンテック                       | 44% | 31%         |
| クレジットカード             | アメリカン・エキスプレス           | 41% | 9%          |
| 百貨店、小売、専門店         | コストコ                           | 77% | 46%         |
| 食料雑貨、スーパーマーケット | トレーダー・ジョーズ               | 82% | 49%         |
| オンライン検索・情報         | Google、Facebook                   | 53% | 43%         |
| オンラインショッピング       | Amazon.com                         | 70% | 47%         |
| 医療保険                     | カイザー・パーマネント             | 28% | -5%         |
| 生命保険                     | ステート・ファーム                 | 19% | 0%          |

上記の表は、サトメトリックス・システムズ（Satmetrix）調査による、米国のNPS導入企業の2011年の数値である。業界や提供したサービスによって、数値にかなり差があることが分かる。

## その他
- 元々は顧客満足から派生された言葉で、同じ派生語として、従業員満足、顧客ロイヤルティなどがある。

## 関連書籍
- フレッド・ライクヘルド 『ネット・プロモーター経営〈顧客ロイヤルティ指標 NPS〉で「利益ある成長」を実現する』 プレジデント社、2013年、ISBN 4833420333
- 高見俊介 『ロイヤルティリーダーに学ぶ ソーシャルメディア戦略』 ファーストプレス、2011年、ISBN 4904336534